# Chris Whitaker (scrittore)
Chris Whitaker (Londra, ...) è uno scrittore britannico.

## Biografia
Nato e cresciuto a Londra, vive e lavora nell'Hertfordshire con la moglie e i due figli.
Durante la sua giovinezza ha svolto diversi lavori tra i quali l'agente di cambio, vivendo esperienze traumatiche quali l'essere accoltellato a 19 anni nel corso di una rapina e perdere un milione di sterline con il trading online.
Nel 2016 ha esordito nella narrativa con il romanzo noir Tall Oaks grazie al quale ha vinto il CWA New Blood Dagger l'anno successivo.
Autore di altri 3 romanzi, nel 2021 è stato insignito del Gold Dagger per I confini del cielo.

## Opere

### Romanzi
- Tall Oaks (2016)
- All The Wicked Girls (2017)
- I confini del cielo (We Begin at the End, 2020), Torino, Einaudi, 2021 traduzione di Gianni Pannofino ISBN 978-88-06-25129-1.
- The Forevers (2021)
- All the colors of the dark (2024)

## Premi e riconoscimenti
CWA New Blood Dagger
- 2017 vincitore con Tall Oaks

Gold Dagger
- 2021 vincitore con I confini del cielo

Theakston's Old Peculier Crime Novel of the Year Award
- 2021 vincitore con I confini del cielo[6]